# Patricia Jones
Patricia Jones (* 16. Oktober 1930 in New Westminster; † 23. August 2000 in Victoria) war eine kanadische Sprinterin.
Bei den Olympischen Spielen 1948 in London gewann sie in 47,8 Sekunden die Mannschafts-Bronzemedaille in der 4-mal-100-Meter-Staffel zusammen mit ihren Teamkolleginnen Viola Myers, Nancy Mackay und Diane Foster, hinter dem Team der Niederlande (Gold) und dem Team aus Australien (Silber). Im 100-Meter-Lauf wurde sie in 12,4 Sekunden Fünfte.